# Тюльган (Чапаевский сельсовет)
Тюльган — железнодорожная станция (населённый пункт) в Тюльганском районе Оренбургской области. Входит в состав Чапаевского сельсовета.

## География
Населённый пункт находится на расстоянии примерно 7 км (по прямой) к северо-западу от посёлка Тюльган, административного центра района.

### Часовой пояс
Железнодорожная станция Тюльган, как и вся Оренбургская область, находится в часовой зоне МСК+2. Смещение применяемого времени относительно UTC составляет +5:00.

## Население
| 2010 |
| ---- |
| 190  |

### Национальный состав
Согласно результатам переписи 2002 года, в национальной структуре населения русские составляли 67 % из 248 чел.

## Инфраструктура
Железнодорожная станция Тюльган. Построена в конце 1950-х — начале 1960-х годов. Текущая загруженность станции низкая.